# Iris Owens
Iris Owens (auch bekannt als Harriet Daimler, geboren als Iris Klein am 25. November 1929 in Brooklyn, New York City; gestorben am 20. Mai 2008 in New York City) war eine US-amerikanische Schriftstellerin.
Iris Klein war die Tochter von Max und Rose Sheskin Klein, der Vater aus Österreich, die Mutter aus Russland stammend. Der Vater war professioneller Spieler und so war die wirtschaftliche Situation der Familie plötzlichen Änderungen unterworfen. Geboren in Brooklyn, besuchte Iris das Barnard College in Manhattan. Sie lebte offenbar praktisch ihr ganzes Leben in New York City, mit Ausnahme jener Jahre, als sie nach einer kurzen, gescheiterten Ehe nach Paris ging und dort für Maurice Girodias arbeitete und für dessen Verlag Olympia Press unter dem Pseudonym Harriet Daimler erotische Romane verfasste. Der erste dieser Romane war Pleasure Thieves, den sie zusammen mit Marilyn Meeske schrieb. Sie bewegte sich dort in einer Bohème-Szene englischer und amerikanischer Expats, zu der Alexander Trocchi, Christopher Logue, John Stevenson, George Plimpton und Richard Seaver gehörten, in den sich überschneidenden Umfeldern des anspruchsvollen Literaturmagazins Merlin und der Olympia-Press-Pornos.
1970 kehrte sie nach New York zurück, mietete ein Appartement in der Cornelia Street in Greenwich Village, wo sie für den Rest ihres Lebens wohnen sollte, und schrieb im Laufe der folgenden Jahre noch zwei weitere Romane, jetzt unter ihrem wirklichen Namen, nämlich After Claude (1973) und Hope Diamond refuses (1984), die bei der Kritik einigen Erfolg hatten.

## Bibliografie
- als Harriet Daimler: Darling. Olympia Press, Paris 1956.
  - Deutsch: Liebling. Übersetzt von A. E. Salco. Olympia-Press, Darmstadt 1969. Neuausgabe: Allpart erotica. Berlin 2021, ISBN 978-3-86214-050-3.
- als Harriet Daimler mit Marilyn Meeske als Henry Crannach: Pleasure Thieves. Olympia Press, Paris 1956.
- als Harriet Daimler: Innocence. Olympia Press, Paris 1956.
  - Deutsch: Unschuld. Übersetzt von Horst Stein. Olympia Press Buchclub, Darmstadt 1969, ISBN 978-3-942474-05-4. Neuausgabe: Olympia Press, Berlin 2012, ISBN 978-3-359-02601-3. Neuausgabe auch als: Das Mädchen und der Junge. Ullstein, Berlin / Frankfurt 1987, ISBN 3-548-20800-2.
- als Harriet Daimler: The Organization. Olympia Press, Paris 1957.
- als Harriet Daimler: Woman. Auch als: The Woman Thing. Olympia Press, Paris 1958.
- After Claude. Farrar, Straus and Giroux, New York 1973.
- Hope Diamond refuses. A Novel. Roman. Knopf, New York 1984, ISBN 0-394-51830-6.